# 中国驻马辰领事列表
本列表为中国驻印度尼西亚马辰领事馆历任领事名录。

## 历任中国驻马辰领事

### 中华人民共和国驻马辰领事（1951年－1967年）
1951年3月，印度尼西亚政府同意中国政府在雅加达设置总领事馆，在棉兰、马辰和望加锡分别设置领事馆。9月22日，驻马辰领事馆正式开馆。1957年4月，中国外交部以加里曼丹岛华侨多在西部提议将驻马辰领事馆迁移至坤甸，但未获印度尼西亚回复。
1966年3月26日，因印尼政府限制中国领事馆活动，中国大使馆照会印尼外交部，暂时关闭3个领事馆，馆员全部撤至雅加达履职。1967年10月，印度尼西亚与中国断交，中国驻印尼使领馆撤离印尼。
| 姓名   | 任命       | 到任 | 递交任命书 | 免职 | 离任       | 领事职务 | 备注   | 备注 |
| ------ | ---------- | ---- | ---------- | ---- | ---------- | -------- | ------ | ---- |
| 蒋树民 | 1951年     |      |            |      | ？         | 领事     |        |      |
| 江燕   | ？         |      |            |      | 1960年     | 领事     |        |      |
| 师晋侃 | 1960年     |      |            |      | 1963年     | 副领事   | 代领事 |      |
| 聂功成 | 1962年11月 |      |            |      | ？         | 副领事   | 代领事 |      |
| 聂功成 | ？         |      |            |      | 1964年11月 | 领事     |        |      |
| 苏生   | 1964年     |      |            |      | ？         | 领事     |        |      |